# Rizziconi

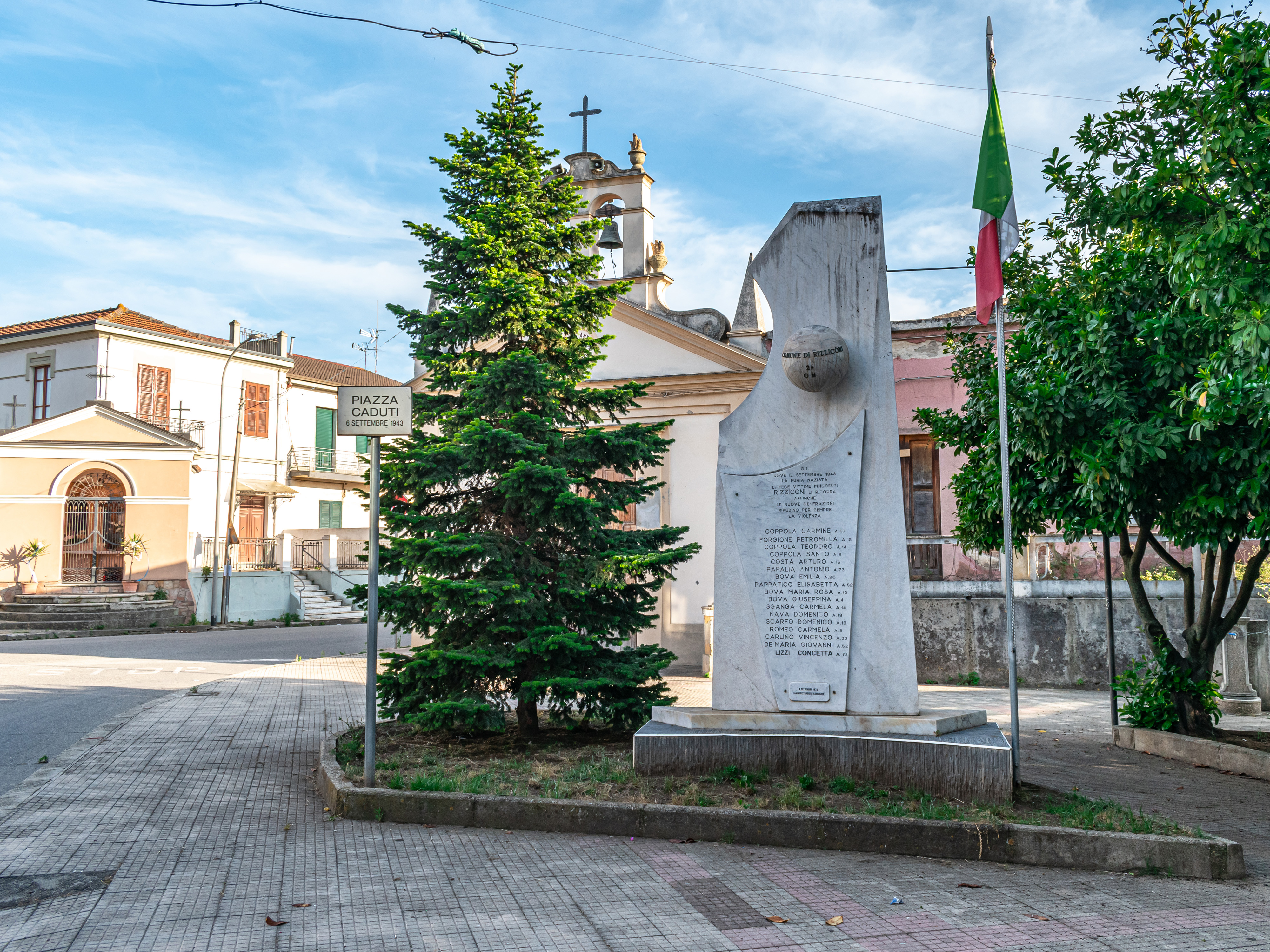
Monumento Piazza Caduti 6 Settembre 1943

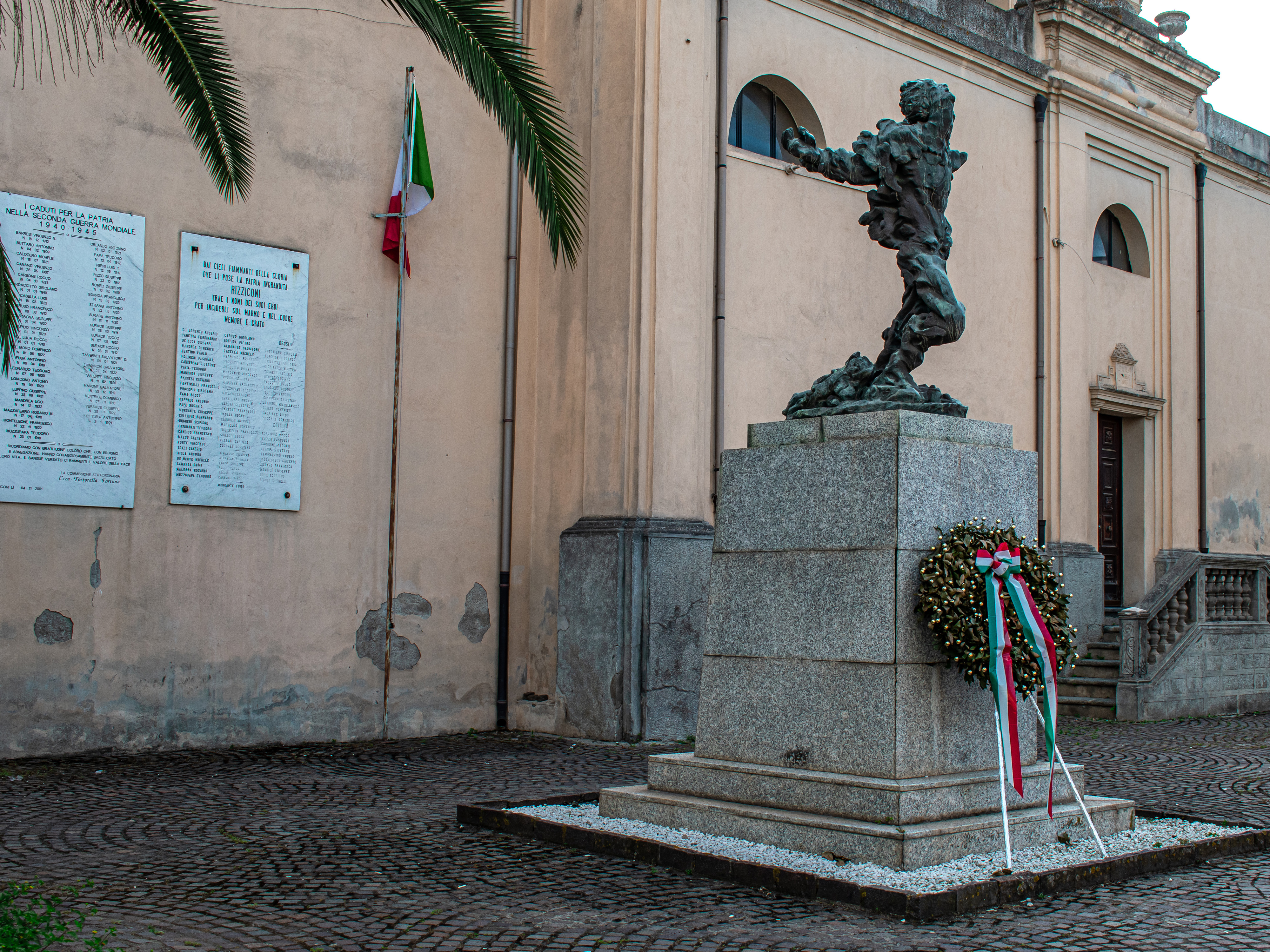
Monumento ai caduti

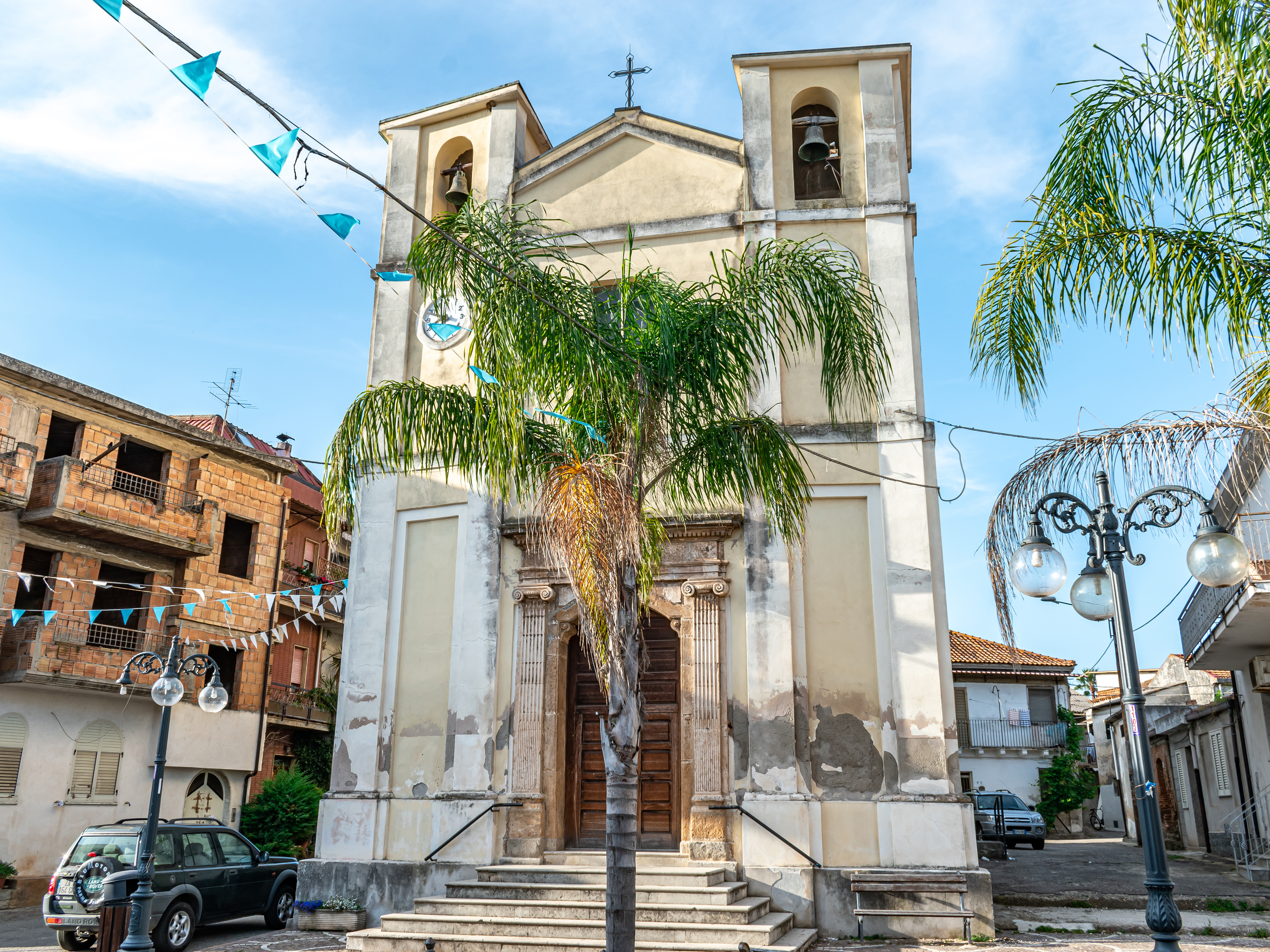
Chiesa San Martino Vescovo, Drosi

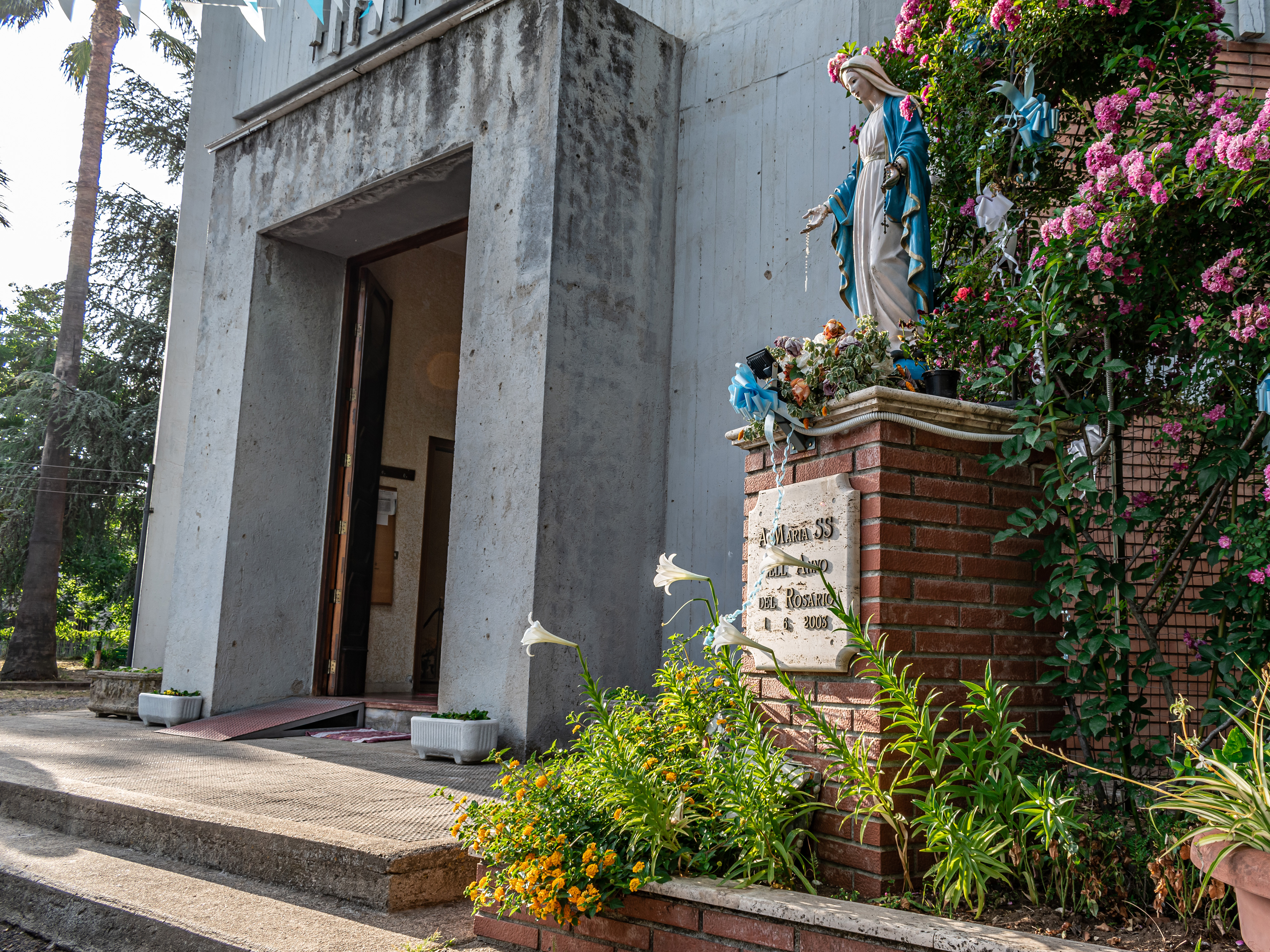
Chiesa Maria SS del Rosario, Drosi

Rizziconi ([ritˈtzikɔni]; Rizzìcuni in calabrese) è un comune italiano di 7 616 abitanti della città metropolitana di Reggio Calabria in Calabria.

## Geografia fisica
Il territorio del comune di Rizziconi occupa una superficie di 40,22 kmq ed è interamente compreso nella piana di Gioia Tauro. Confina a nord con Rosarno, ad est con Cittanova, a sud-est con Taurianova, a sud con Oppido Mamertina, a sud-ovest con Seminara ed ad ovest con Gioia Tauro.

## Origini del nome
Circa il nome, la notizia più antica è del 1324, a proposito del versamento di una decima ecclesiastica «a presbitero Guillelmo de Riczicone». Ma, “Rizziconi” potrebbe discendere anche dal nome della famiglia calabrese Rizzica con l'aggiunta della desinenza "oni", assai frequente nella formazione dei toponimi nella città metropolitana di Reggio Calabria.
Un'altra teoria, ampiamente accreditata, fa risalire l'origine del nome di Rizziconi a un benefattore, Rizzo Cordopatri. Si racconta che, giunto in Calabria nel 1269, Rizzo Cordopatri (il vero nome era Rizzo  Capece, ma "Cor do Patri" devirerebbe da un suo motto) avrebbe fondato la cittadina di Rizziconi. Il toponimo deriverebbe dal latino "rizzi conit", che può essere tradotto come "fondata da Rizzo". A sostegno di questa teoria, nel territorio è ancora presente la Villa Cordopatri, sebbene si trovi nel comune di Gioia Tauro. La villa, più volte ristrutturata a causa di eventi sismici, ospita difronte a essa la fermata ferroviaria denominata Stazione di Villa Cordopatri.
Può anche derivare dal fatto che il luogo fosse denominato «I cipressi o noci di Rizzo».

## Storia
Le poche notizie legate all’origine storica dell’odierno paesino di Rizziconi sono fortemente legate alla scoperta sul territorio di anfore, monete e tombe greche che, hanno fatto ritenere che molto probabilmente il sito fosse abitato già dal tempo della colonizzazione greca. Durante il '600, secondo quanto pervenutoci, non c’erano scuole, medici, chirurghi ma era possibile trovare una grandissima affluenza tra i chierici (su un numero di dieci persone era possibile trovare circa sette tra preti e monaci). Alla fine del XVII° secolo viene compreso all’interno del Ducato di Terranova in Diocesi di Mileto come Casale, situato in una zona prevalentemente pianeggiante e paludosa in cui si coltivava grano, granidindia (mais), legumi, frutta, viti ed ulivi. Con una popolazione di circa 731 abitanti, Rizziconi ebbe molto probabilmente origine come conseguenza della distruzione di Tauriana e di Metauria nell’anno 950-951 venendo quindi fondata dai profughi di Tauriana, sino all'abolizione dei feudi appartenne ai Lauria, ai Joinville e ai Sanseverino, ai Santangelo, ai Caracciolo, ai Correale, ai Cordova, ai de Marinis e ai principi Grimaldi di Gerace. Fu danneggiato dai vari sismi che tra la fine del XVIII secolo e l'inizio del XX secolo colpirono la Calabria meridionale.
Un ruolo molto importante ricopre senza alcun dubbio la frazione di Drosi (un tempo Drusium) situata a circa due chilometri dal Comune di Rizziconi. Un tempo ‘‘Statio Romana’’ lungo la via Popilia, che portava all’imbarco per la Sicilia. Nella popolata frazione è oggi possibile ammirare l’importantissima Chiesa di San Martino Vescovo (recentemente restaurata ed un tempo importante commenda del Sovrano Ordine Militare dei Cavalieri di Malta del 1555) che riuscì a risorgere dopo il devastante crollo di tutte le chiese durante il terremoto del 1783. All’interno di essa è oggi possibile trovare la statua in alabastro raffigurante il Giovanni Battista, risalente al tardo ‘500, che fu custodita fino al 23 giugno 2007 all’interno del Museo Nazionale di Reggio Calabria che fu recuperata personalmente nel 1936 dal Re di maggio, Umberto di Savoia. Oltre alla statua in alabastro è possibile notare l’antico ciborio (tabernacolo) risalente al 1539-1575, attribuito all’illustre artista messinese Giuseppe Bottone che ne realizzò una copia quasi identica che si trovava all’interno della chiesa di San Nicolò a Messina.
Di diversa rilevanza ma equamente importante è la frazione di Cannavà, risalente all’anno 1800, grazie all’insediamento sul posto delle famiglie di origine napoletana Acton-Colonna, che innalzarono la vita sociale ed economica di questo piccolo centro grazie alla costruzione delle loro residenze, di una cappella privata divenuta oggi sede della Parrocchia di Santa Teresa, e di masserie e fattorie che diedero lavoro a centinaia di persone in attività rurali ed artigianali.
Il 6 settembre 1943 il paese fu teatro di un eccidio nazista perpetrato dalle truppe naziste in ritirata dal Sud Italia.

### Simboli
Lo stemma e il gonfalone del Comune di Rizziconi sono stati concessi con decreto del presidente della Repubblica del 2 marzo 2007.
Il gonfalone è un drappo di bianco con la bordatura di azzurro.

## Monumenti e luoghi d'interesse
- Chiesa di San Teodoro Martire
- Chiesa di Maria del Santissimo Rosario
- Chiesa di Sant'Antonio
- Chiesa di Santa Teresa di Gesù Bambino, nella frazione di Cannavà
- Chiesa di San Martino Vescovo, nella frazione di Drosi
- Chiesa Maria SS del Rosario, nella frazione di Drosi

## Società

### Evoluzione demografica
Abitanti censiti

## Tradizioni e folclore
A Rizziconi durante la Settimana Santa si celebra la festa popolare nota come l' ''Affruntata'', con processioni e rievocazioni.

## Cultura

### Istruzione

#### Scuole
- Istituto Comprensivo Rizziconi

## Economia
L'economia si basa prevalentemente sull'agricoltura e sulla costruzione di macchinari per l'agricoltura. Negli ultimi decenni si è affermato il settore commerciale, ormai segmento trainante dell'economia locale, il che ha portato ad un parziale abbandono delle attività agricole.È stata conclusa la costruzione di una centrale per la produzione di energia elettrica della potenza di 800 MW.
Stanno fiorendo diverse attività commerciali non agricole nel settore del trasporto anche nelle frazioni del comune, in special modo a Drosi; l'abitato si trova a circa 1 km dal comune di appartenenza e sorge sulle rovine di Drusium, un'antica località risalente ai tempi dei Romani.

## Infrastrutture e trasporti
Rizziconi è attraversata dalla Strada statale 111 di Gioia Tauro e Locri.

## Amministrazione
| Periodo                       | Periodo                                    | Primo cittadino                                                        | Partito                       | Carica                    | Note                        |
| ----------------------------- | ------------------------------------------ | ---------------------------------------------------------------------- | ----------------------------- | ------------------------- | --------------------------- |
| 19 aprile 1986                | 11 settembre 1989                          | Giovanni Marco Calogero                                                | Democrazia Cristiana          | Sindaco                   | [ 8 ]                       |
| 11 settembre 1989             | 19 gennaio 1990                            | Antonio Contarino                                                      |                               | Commissario straordinario | [ 9 ]                       |
| 19 gennaio 1990               | 12 maggio 1993                             | Raffaele Anastasi                                                      | Partito Socialista Italiano   | Sindaco                   | [ 10 ] [ 11 ]               |
| 7 luglio 1993                 | 21 novembre 1994                           | Rosario Sante Loiacono                                                 | Partito Socialista Italiano   | Sindaco                   | [ 12 ]                      |
| 21 novembre 1994              | 30 novembre 1998                           | Antonino Nicola Maria Di Certo                                         | Partito Popolare Italiano     | Sindaco                   | [ 13 ]                      |
| 30 novembre 1998              | 31 luglio 2000                             | Giovanni Marco Calogero                                                | Lista civica di centro        | Sindaco                   | [ 14 ] [ 8 ]                |
| 31 luglio 2000 9 ottobre 2000 | 20 marzo 2002 9 ottobre 2000 20 marzo 2002 | Francesca Crea Maria Laura Tortorella Alfredo Vicari Salvatore Fortuna |                               | Commissari straordinari   | [ 15 ] [ 16 ] [ 17 ] [ 18 ] |
| 20 marzo 2002                 | 27 maggio 2003                             | Francesca Crea Salvatore Fortuna Maria Laura Tortorella                |                               | Commissari straordinari   | [ 19 ] [ 20 ] [ 21 ]        |
| 27 maggio 2003                | 11 maggio 2005                             | Elio Vittorio Belcastro                                                | Lista civica di centro-destra | Sindaco                   | [ 22 ] [ 23 ]               |
| 11 maggio 2005                | 30 maggio 2006                             | Giuseppe Priolo                                                        |                               | Commissario straordinario | [ 24 ]                      |
| 30 maggio 2006                | 8 febbraio 2007                            | Carlo Mazzù                                                            | Lista civica                  | Sindaco                   | [ 26 ] [ 27 ]               |
| 8 febbraio 2007               | 23 febbraio 2007                           | Francesca Crea                                                         |                               | Commissario prefettizio   | [ 28 ]                      |
| 23 febbraio 2007              | 29 maggio 2007                             | Francesca Crea                                                         |                               | Commissario straordinario | [ 29 ]                      |
| 29 maggio 2007                | 24 aprile 2009                             | Girolamo Michele Bello                                                 | Lista civica di centro-destra | Sindaco                   | [ 30 ] [ 31 ]               |
| 24 aprile 2009                | 14 maggio 2009                             | Demetrio Martino                                                       |                               | Commissario prefettizio   | [ 32 ]                      |
| 14 maggio 2009                | 30 marzo 2010                              | Demetrio Martino                                                       |                               | Commissario straordinario | [ 33 ]                      |
| 30 marzo 2010                 | 2 aprile 2011                              | Antonino Bartuccio                                                     | Lista civica                  | Sindaco                   | [ 35 ] [ 36 ]               |
| 2 aprile 2011                 | 18 maggio 2011                             | Fabrizio Gallo                                                         |                               | Commissario prefettizio   | [ 37 ]                      |
| 18 maggio 2011                | 19 giugno 2012                             | Fabrizio Gallo                                                         |                               | Commissario straordinario | [ 38 ]                      |
| 19 giugno 2012                | 28 ottobre 2016                            | Giuseppe Di Giorgio                                                    | Lista civica                  | Sindaco                   | [ 40 ] [ 41 ]               |
| 28 ottobre 2016               | 22 ottobre 2018                            | Francesco Giacobbe Aldo Lombardo Roberto Micucci                       |                               | Commissari straordinari   | [ 42 ] [ 43 ] [ 44 ]        |
| 22 ottobre 2018               | in carica                                  | Alessandro Giovinazzo                                                  | Lista civica                  | Sindaco                   | [ 46 ]                      |

## Sport e impianti sportivi

### Calcio
La principale squadra di calcio della città fino al 2015 è stata l'U.S.D. Rizziconi Calcio che militava nel girone B di Promozione. Le squadre attuali sono l'SSD Rizziconi 2019 che milita nel Campionato di Seconda Categoria e il Drosi che milita nel Campionato di Terza Categoria.
Si rintraccia una moderna ed attrezzata struttura polivalente, dove sono collocati un campetto da calcio e due campi da tennis.